# Griet Op de Beeck
Griet Op de Beeck (Turnhout, 22 augustus 1973) is een Belgische auteur, columnist en therapeut.

## Literaire carrière

### Journalist
Van 1994 tot 2004 werkte Griet Op de Beeck als dramaturg in het theater (onder meer in Monty, voor Compagnie De Koe, Brugge 2002-Culturele hoofdstad van Europa en Het Toneelhuis). Toen Luk Perceval, artistiek leider van Het Toneelhuis, vertrok naar Duitsland, maakte ze een ommezwaai en werd ze journalist. Van 2004 tot 2008 werkte ze voor HUMO. Van 2008 tot 2016 schreef ze voor De Morgen; ze maakte grote interviews voor Zeno, M en het Magazine, maar schreef vanaf 2013 enkel nog een column in de zaterdagkrant over wat haar de afgelopen week het meest getroffen had.

### Auteur
Op de Beeck debuteerde in 2013 met Vele hemels boven de zevende. In de roman "vechten vijf uiteenlopende figuren meer met zichzelf dan met elkaar in dit bestaan dat belachelijk mooi en geweldig lastig is, allemaal tegelijk". In september 2013 werd Vele hemels boven de zevende genomineerd voor de AKO Literatuurprijs. De roman won in oktober 2013 de Bronzen Uil Publieksprijs 2013. In 2014 volgde er nog een nominatie voor de Academica Literatuurprijs. De roman is verfilmd door regisseur Jan Matthys. Op de Beeck schreef het scenario van de film. Vele hemels boven de zevende kwam op 8 november 2017 in de Vlaamse filmzalen. 
De tweede roman van Op de Beeck heet Kom hier dat ik u kus en verscheen eind september 2014. Kom hier dat ik u kus is een roman over Mona, als kind, als vierentwintigjarige, en als vijfendertigjarige. Het is een roman over beschadigde mensen die ongewild anderen ook beschadigen. De roman werd in Nederland door het boekenpanel van De Wereld Draait Door verkozen als boek van de maand en een jaar na publicatie werden al meer dan 200.000 exemplaren verkocht. Het boek werd genomineerd voor de NS Publieksprijs 2015. De filmrechten voor dit boek werden verkocht aan Bastide Films; Niels van Koevorden en Sabine Lubbe Bakker zullen de roman verfilmen. Naar aanleiding van het boek Kom hier dat ik u kus schreef Op de Beeck de theatertekst Mona voor Alexandra Broeder. Deze monoloog werd gespeeld door een elfjarig meisje.
In februari 2016 verscheen Op de Beecks boek Gij nu, een bundeling van 15 ongeveer even lange verhalen, over "vijftien heel verschillende mensen. Allemaal op een bepalend moment in hun leven, zo'n moment waarop de dingen ontploffen of imploderen, stilvallen of deblokkeren, kapotgaan of ten goede keren." De verhalen gaan over eenzaamheid, vluchten en ontsnappen. Volgens de tekst op het boek zelf is het "geenszins een verzameling per ongeluk bij elkaar geplaatste verhalen." Ook voor dit boek werden de filmrechten verkocht. Het werd genomineerd voor de NS Publieksprijs 2016.
De roman Het beste wat we hebben verscheen in september 2017. Naar aanleiding van dit boek beweerde Op de Beeck in een interview bij De Wereld Draait Door dat zij tussen haar vijfde en negende door haar vader was misbruikt. De roman moest het eerste deel worden van een trilogie waarin Op de Beeck deze voor haar erg belangrijke thematiek tot op het bot wilde proberen uit te spitten. De drie delen, met drie perspectieven op het thema, zouden afzonderlijk te lezen zijn.
Op de Beeck was de auteur van het Boekenweekgeschenk 2018: het boek verscheen in maart 2018 onder de titel Gezien de feiten. Het werd zeer slecht ontvangen door recensenten. Op de Beeck ontving echter enthousiaste reacties van lezers.
In september 2019 verscheen Let op mijn woorden, na Het beste wat we hebben het tweede deel van de trilogie. Het boek was geen vervolg op het eerste deel, maar in het nog te verschijnen derde deel zouden de personages uit deel 1 en 2 elkaar kruisen. Het boek werd positief onthaald door lezers en kreeg 4- en 5-sterrenrecensies in NRC Handelsblad, het AD en Elsevier.
In 2021 verscheen Jij mag alles zijn, een verhaal voor jonge lezers en voor mensen die wel eens in het hoofd van een negenjarige willen wonen.
In 2024 kwam Op de Beecks eerste non-fictie boek uit, Het wordt nooit beter - Hoe je vrij en voluit kunt leven. Hierin beschrijft ze hoe ze naast schrijver ook therapeut is geworden en wat ze daaruit heeft geleerd dat van betekenis kan zijn voor anderen.

## Carrière als therapeut

### 2017-2022: aanloop
Na het interview over Het beste wat we hebben ontstond controverse over Op de Beecks bewering over het misbruik door haar vader. Columnist Max Pam plaatste daar vraagtekens bij, omdat Op de Beeck geen concrete herinneringen hieraan had: zij kwam na therapie op basis van 'hervonden herinneringen' tot deze conclusie. Volgens Pam was de 'hervonden herinnering' een volkomen onbetrouwbare methode om incest en ander misbruik op te sporen.

### Vanaf 2022: therapeut
Vanaf 2022 werd Op de Beeck actief als therapeut binnen het Internal Family Systems Model. In het boek Het wordt nooit beter - Hoe je vrij en voluit kunt leven (2024) beschrijft Op de Beeck waarom ze deze stap heeft gezet.
Het leidde tot kritiek. Ze kreeg hiervoor in mei 2025 de 'Skeptische Put' van Studiekring voor de Kritische Evaluatie van Pseudowetenschap en het Paranormale (SKEPP) voor het promoten van 'Pseudowetenschap' in haar praktijk.

## Televisie-carrière
De Nederlandse omroep VPRO maakte in juni 2025 bekend dat Op de Beeck dat jaar het interviewprogramma Zomergasten zal gaan presenteren. Ze was zelf in 2016 te gast geweest.

## Bestseller 60
| Boeken met noteringen in de Nederlandse Bestseller 60 | Jaar van verschijnen | Datum van binnenkomst | Hoogste positie | Aantal weken | Opmerkingen |
| ----------------------------------------------------- | -------------------- | --------------------- | --------------- | ------------ | ----------- |
| Kom hier dat ik u kus                                 | 2014                 | 08-10-2014            | 2               | 135          |             |
| Vele hemels boven de zevende                          | 2013                 | 21-01-2015            | 4               | 118          |             |
| Gij nu                                                | 2016                 | 24-02-2016            | 2               | 37           |             |
| Het beste wat we hebben                               | 2017                 | 04-10-2017            | 1(1wk)          | 21           |             |
| Let op mijn woorden                                   | 2019                 | 18-09-2019            | 2               | 21           |             |
| Jij mag alles zijn                                    | 2021                 | 15-09-2021            | 7               | 8            |             |
| Het wordt beter                                       | 2024                 | 06-11-2024            | 2               | 4            |             |